# Охрид
О́хрид (мак. Охрид [ˈɔxrid] ( прослухати)) — місто в Північній Македонії, на березі Охридського озера.
Найбільше місто на озері Охрид і восьме за величиною в країні із населенням 42000 жителів станом на 2002 рік.
Охрид відомий як місто 365 церков, по одній на кожен день року і його іноді називають "Єрусалимом Балкан".
У 1979 і в 1980 відповідно, озеро Охрид і Охрид було визнані культурною та природною пам'ятками UNESCO. Охрид є одним із лише 39 об’єктів, які є частиною Всесвітньої спадщини ЮНЕСКО, як культурних, так і природних об’єктів.

## Історія
Сучасне місто Охрид виникло на місці античного міста Ліхнідос (Lychnidos). Під час зіткнення іллірійських племен з Римською імперією місто служило Риму як форпост. Археологічні розкопки підтверджують, що в місті дуже давно існувало християнство. Єпископи Ліхнідоса брали участь у перших вселенських соборах.
У 861 р. увійшло до складу Болгарії. Вперше назва Охрид згадується 879 року. У другій половині IX і в X ст. тут у 886 р. розпочав свою просвітницьку діяльність, учень Мефодія (Методія) Климент Охридський. Охрид стає центром Охридської школи писемності, яку створив Св. Климент Охридський за розпорядженням болгарського Царя Бориса.
У Західному Болгарському царстві (971⁣ — ⁣1018) — столиця царя Самуїла та резиденція болгарського патріарха. З 990 по 1018 роки в Охриді діяла автокефальна церква — патріархія. Проте, після завоювання Охрида Візантією в 1018, в Охриді залишився лише архієпископ, що підкоряється патріарху Константинопольському.
Від часу входження у Візантійську імперію (1018 р.) — центр Охридської архієпископії (1018⁣ — ⁣1762).
За правління Візантії було побудовано велике число церков.
З 1394 р. — під владою турків.

## Клімат
| Клімат                                          | Клімат | Клімат | Клімат | Клімат | Клімат | Клімат | Клімат | Клімат | Клімат | Клімат | Клімат | Клімат | Клімат |
| Показник                                        | Січ.   | Лют.   | Бер.   | Квіт.  | Трав.  | Черв.  | Лип.   | Серп.  | Вер.   | Жовт.  | Лист.  | Груд.  | Рік    |
| Середній максимум, °C                           | 6,2    | 7,6    | 11,0   | 15,1   | 20,4   | 24,8   | 27,6   | 27,7   | 23,6   | 17,7   | 11,6   | 7,2    | 16,7   |
| Середній мінімум, °C                            | −1,5   | −0,9   | 1,2    | 4,6    | 8,7    | 12,0   | 14,0   | 14,2   | 11,2   | 7,2    | 3,1    | 0,0    | 6,2    |
| Норма опадів, мм                                | 53.7   | 60.2   | 55.9   | 55.9   | 56.7   | 33.5   | 30     | 30.6   | 47.9   | 76.1   | 90.5   | 71.3   |        |
| Днів з опадами                                  | 11     | 12     | 11     | 13     | 12     | 8      | 6      | 6      | 7      | 10     | 12     | 13     |        |
| ----------------------------------------------- | ------ | ------ | ------ | ------ | ------ | ------ | ------ | ------ | ------ | ------ | ------ | ------ | ------ |
| Джерело: World Meteorological Organisation (UN) |        |        |        |        |        |        |        |        |        |        |        |        |        |

## Визначні місця
- Античний театр в Охриді
- Самуїлова фортеця
- Плаошник — історичний центр Охриду
- Церква Святого Георгія
- Церква Святої Софії
- Мечеть Зейнал Абідіна
- Мечеть пророка Мухаммеда
- Церква Пресвятої Богородиці Перівлептос
- Монастир Св. Наума Охридського
- Храм Богородиці Захумської Св. Заум
- Церква Святого Йоана Канео
- Пантелеймонів монастир

## Демографія
Згідно з переписом 2002 року, у місті Охрид проживало 42 033 мешканців.
Етнічний склад:
- Македонці, 33 791 (80,4 %)
- Албанці, 2959 (7,0 %)
- Турки, 2256 (5,4 %)
- інші, 3027 (7,2 %).

Рідні мови мешканців міста:
- Македонська, 34 910 (83,1 %)
- Албанська, 3957 (9,4%)
- Турецька, 2226 (5,3%)
- інші, 1017 (2,4%).

Релігійний склад:
- Православні християни, 33 987 (80,9 %)
- Мусульмани, 7599 (18,1%)
- інші, 447 (1,1%)

## Освіта
- Університет інформаційних наук і технологій імені св. Апостола Павла

## Транспорт

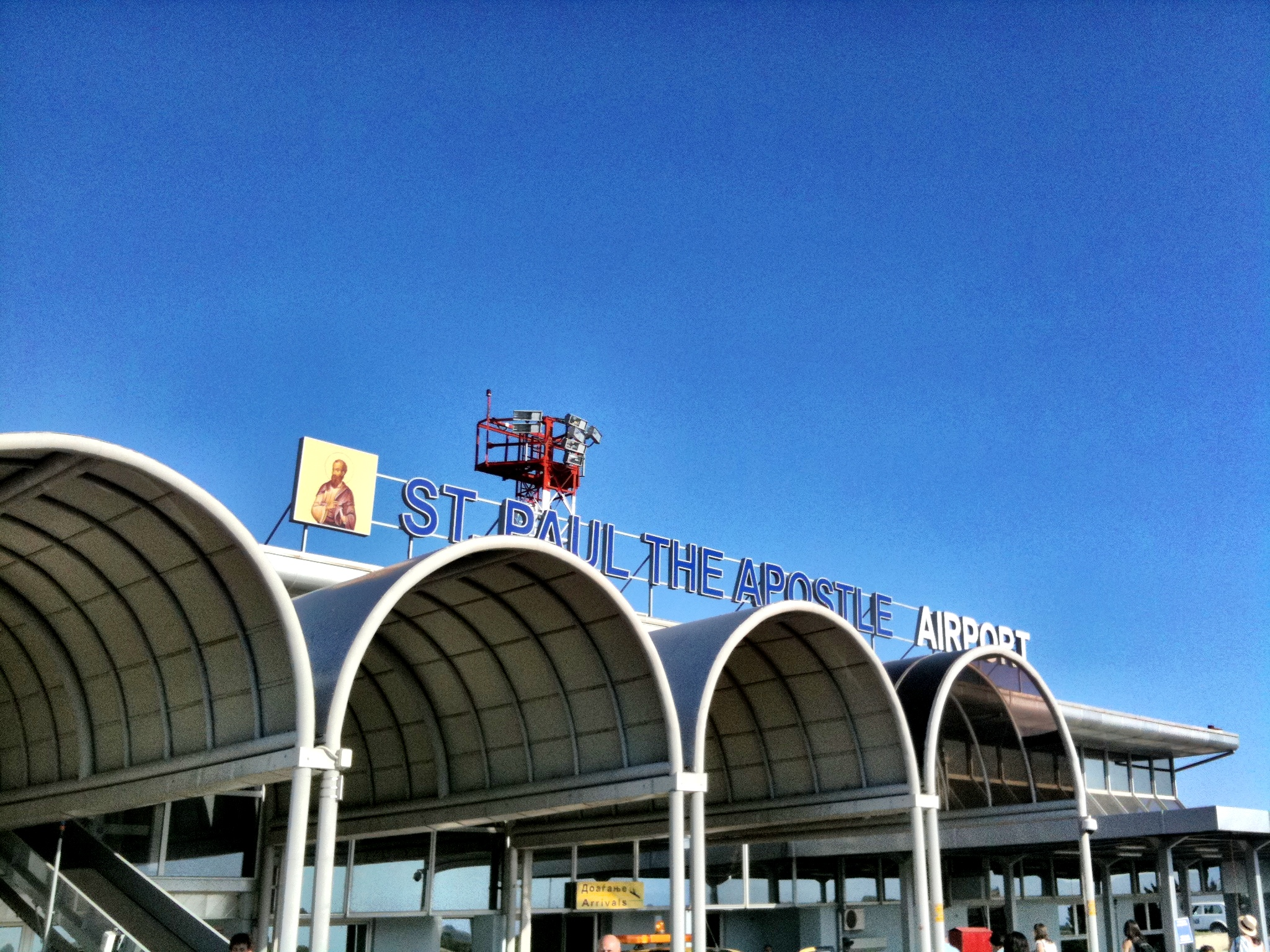
Аеропорт «Охрид» імені Апостола Павла

Є аеропорт — Аеропорт Охрида (зараз відомий як "St. Paul the Apostle Airport"), він відкритий цілий рік. Це найбільший македонський аеропорт після столичного.
До 1966 Охрид був з’єднаний зі Скоп'є Охридською лінією, вузькоколійною 600 mm залізницею 167 км завдовжки.

## Спорт
Міський футбольний клуб «Охрид» грає на стадіоні Білянини Ізвори. У сезоні 2021–22 вони грали в другій лізі Македонської футбольної ліги.

## Відомі люди
Уродженці:
- Коста Абрашевич (1879—1898) — сербський поет.
- Атіна Бояджі (1944—2010) — югославська і македонська плавчиня-марафонець.
- Климент Бояджиєв (1861—1933) — болгарський військовий діяч.
- Крастю Златарев (1864—1925) — болгарський військовий діяч.
- Янка Каневчева (1878—1920) — македонська революціонерка.
- Александар Митреський (* 1980) — македонський футболіст, гравець національної збірної.
- Єва Недінковска (* 1983) — македонська співачка.
- Александар Протоґеров (1867—1928) — болгарський генерал, революціонер.
- Трайко Славевський (* 1983) — македонський політик.
- Зоран Ставревський (*1964) — македонський політик.
- Дервіш Хіма (1872—1928) — албанський журналіст і активіст за незалежність.
- Кузман Шапкарев (1834—1909) — болгарський фольклорист і педагог.
- Гордана Янкулоська (*1975) — македонський державний діяч.

Пов'язані з містом:
- Нінослав Маріна (* 1974) — ректор Університету інформаційних наук і технологій.